# God is Dead?
«God Is Dead?» (с англ. — «Бог мёртв?») — песня британской метал-группы Black Sabbath, дебютный сингл с их девятнадцатого студийного альбома 13, изданный 19 апреля 2013 года. Достигла 6 места в чарте UK Rock Chart.
Первоначально была выпущена как загружаемый контент в формате MP3 на Amazon. Также была доступна для свободной загрузки потребителям, предварительно заказавшим полный альбом на iTunes. Видеоклип был размещен на официальном канале группы на сервисе YouTube с целью продвижения альбома. Песня, как и оформление сингла, выполненное Хизером Кассилсом, отсылает к немецкому философу Фридриху Ницше, которому принадлежат слова: «Бог умер! Бог не воскреснет! И мы его убили! Как утешимся мы, убийцы из убийц!?».
Режиссёром видеоклипа стал Питер Джозеф, известный как режиссёр фильмов «Дух времени» и «Дух времени: Приложение».
В 2014 году песня получила премию «Грэмми» в категории «Лучшее метал-исполнение».
Песня звучала в телесериале «Сыны анархии».

## Участники записи
- Оззи Осборн — вокал
- Тони Айомми — ведущая гитара
- Гизер Батлер — бас-гитара
- Брэд Уилк — ударные